# Andreas Fehler

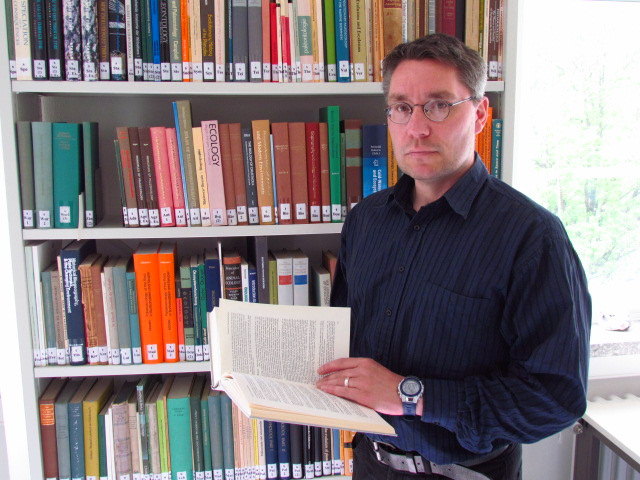
Andreas Fehler (2016) in der Institutsbibliothek.

Andreas Fehler, geboren als Andreas Rocktäschel (* 1972 in Erfurt) ist ein deutscher geowissenschaftlicher Präparator und Schriftsteller. Fehler wuchs in Bad Langensalza (Thüringen) auf und lebt seit 1995 in Kiel. Dort arbeitet er in der Abteilung Mineralogie am Institut für Geowissenschaften der Christian-Albrechts-Universität. Seit 2002 ist die Moostierchengattung Fehlerpora nach ihm benannt.

## Leben
Andreas Fehler stammt aus einer Arbeiterfamilie. Mit 14 Jahren begann er, Travertinfossilien seiner Heimatstadt bzw. Muschelkalkfossilien (Unstruttal bei Nägelstädt) zu sammeln und zu bestimmen.
Von 1991 bis 1994 erlernte er den Beruf des geowissenschaftlichen Präparators (Fachabitur) an der Höheren Berufsfachschule für Präparationstechnik in Bochum. Während der Bundeswehrzeit begann er erstmals naturkundlich zu publizieren. Seit 1995 ist er an der Kieler Christian-Albrechts-Universität als Dünnschliff-Präparator angestellt.
Von 1996 bis 2003 war Andreas Fehler Mitglied im Kieler Umweltbildungsverein Geo-step-by-step tätig. Mit Hilfe des Vereines lernte er Schleswig-Holstein kennen. Er hielt geologisch-naturkundliche Vorträge oder unternahm Fahrradtouren (z. B. um die Kieler Förde) für naturhistorisch Interessierte.
2003 wechselte er in den Verband der Schriftsteller Schleswig-Holsteins. Er organisierte Buchausstellungen und hielt zahlreiche Lesungen. 2016 trat Andreas Fehler noch während der Literaturtage in Lübeck aus dem Verband der Schriftsteller aus und wechselte in den Verband deutscher Schriftsteller (Kiel-Plön).
Fehler verstand sich als Mittler zwischen Ost- und Westdeutschland: in jüngeren Jahren durch Diavorträge und Ausstellungen, heute mehr im Beobachten, Reflektieren und Schreiben von Zeitgeschehen und Menschen. Bei seinen Lesungen trifft er nach eigener Einschätzung bei der Schilderung der Geschichte der DDR, des menschlichen Scheiterns bei der Wende, und der Triebkräfte des Menschseins in Westdeutschland auf Unverständnis.

## Bücher
- Andreas Fehler: Die Travertine von Bad Langensalza (Thüringen). Rockstuhl Verlag, Bad Langensalza 1998, ISBN 978-3-932554-32-2.
- Andreas Fehler: Ägyptisches Reisetagebuch „Auch ich in Arkadien!“ Rockstuhl Verlag, Bad Langensalza 2002, ISBN 978-3-936030-39-6.
- Andreas Fehler: Geschichte des Klosters Homburg bei Bad Langensalza. Rockstuhl Verlag, Bad Langensalza 2006, ISBN 978-3-937135-33-5.
- Andreas Fehler: Vom Abrieb der Zeit: Wenderoman. Projekte-Verlag, Lutherstadt Eisleben 2009, ISBN 978-3-86634-621-5.
- Andreas Fehler: Meister Tobias versucht das Glück. In: S. Dušanić, W. Sandfuchs (Hrsg.): Neue Prosa aus Schleswig-Holstein. Lumpeter & Lasel, Eutin 2016, ISBN 978-3-946298-05-2.
- Andreas Fehler: Durch Staub und Geröll. Rockstuhl Verlag, Bad Langensalza 2019, ISBN 978-3-95966-385-4.

## Auszeichnungen
- 2005: 1. Preis des LVS Schleswig-Holstein für die Novelle Von der Eroberung der Ebene
- 2007: 2. Platz im Wettbewerb der LeseBühne (Literaturhaus Kiel) für die Erz. Eine Welt ist im Wandel
- 2009: 2. Platz im Wettbewerb der LeseBühne (Literaturhaus Kiel) für die Erz. Abwärts zu den Sternen
- 2011: 2. Publikumspreis des Verbandes Schriftsteller in Schleswig-Holstein für die Erz. Nachts blühen die Felsen im Mondscheinlicht
- 2011: 2. Preis im Fotowettbewerb des Umweltmanagements der Christian-Albrechts-Universität zu Kiel für Das Licht
- 2012: Namensgebung einer fossilen Bryozoengattung Fehlerpora insolita new gen. and new sp.